# Adithya TV
Adithya TV (Tamoul: ஆதித்யா தொலைக்காட்சி) est une chaîne de comédie tamoule 24h/24 sur Sun TV Network en Inde. Son concurrent est Siripoli.
Adithya TV est disponible à Singapour sur mio TV chaîne 628 depuis le 15 juin 2012 avec Sun TV et en Malaisie sur Astro Chaîne 214 depuis le 15 novembre 2012.

## Programmation
- Aanandham Ananthame
- Adrasakka
- Asatha Povathu Yaru
- The Best Of Konjam Nadinga Boss
- Body Soda
- Bosskey Time
- Comedy Galatta
- Comedy Ulagam
- Comedyku Naan Guarantee
- Papa enaku oru doubt
- Double Galatta
- Goundamani Senthil Spl
- Imasai Arasenum Maguni Amaicharum
- Jokkadi (live)
- Kalakkal Comedy
- Konjam Copie, Niraya Comédie
- Konjam Nadinga Patron Spécial
- Lollu Mammy
- Orupada Comedy
- Popcorn Boys
- Ragala Machi Ragala (live)
- Sanki Monkey
- Santhanam Special
- Saturday Movie
- Savale Samali
- Sema Galatta
- Sirigama Pathani
- Sirika Sirika Sirippu
- Sollunganne Sollunga
- Star Comedy
- Tamizh Pesunga Thalaiva
- Thirumba Thirumba Pesure Nee
- Thala Thalapathy
- Vadivelu Special
- Vaivittu Siringa
- Valai Sirippu
- Vanga Sirikkalam (live)
- Vangana Vannakaganna
- Vivek Special